# Курзал

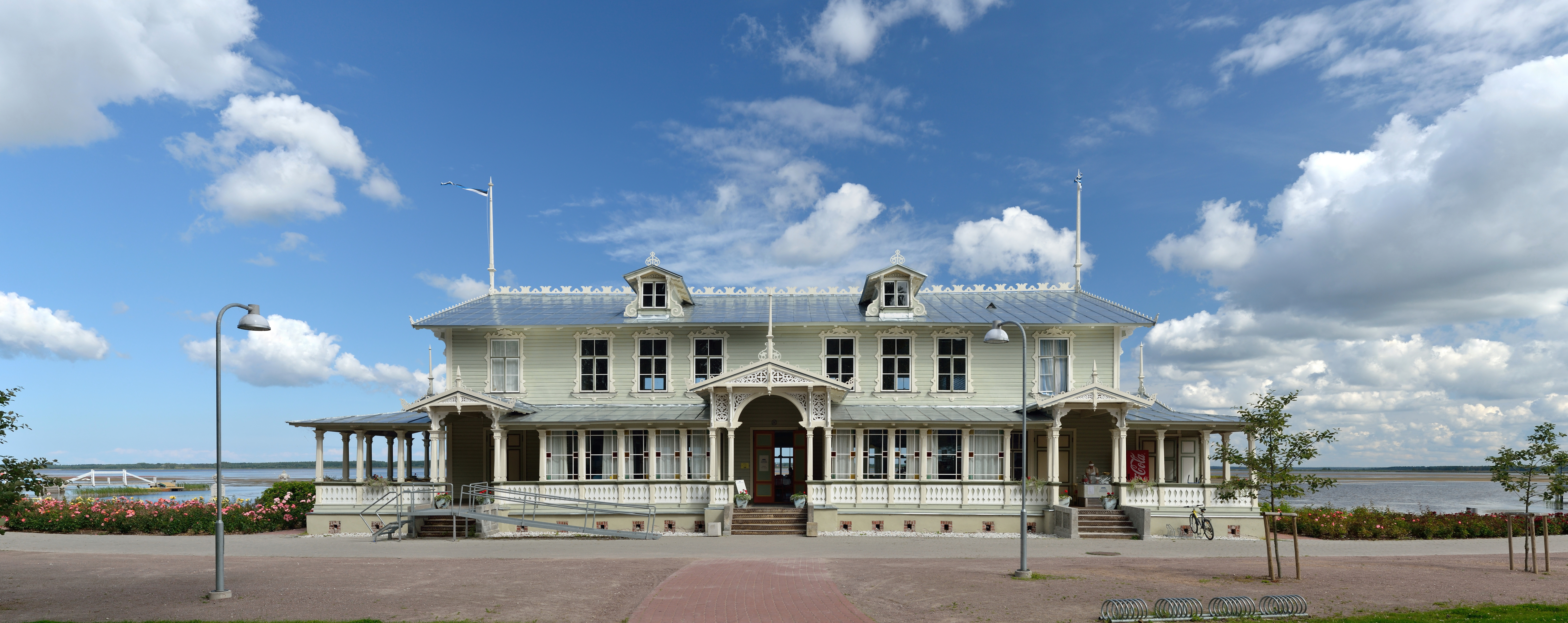
Хаапсалуский курзал

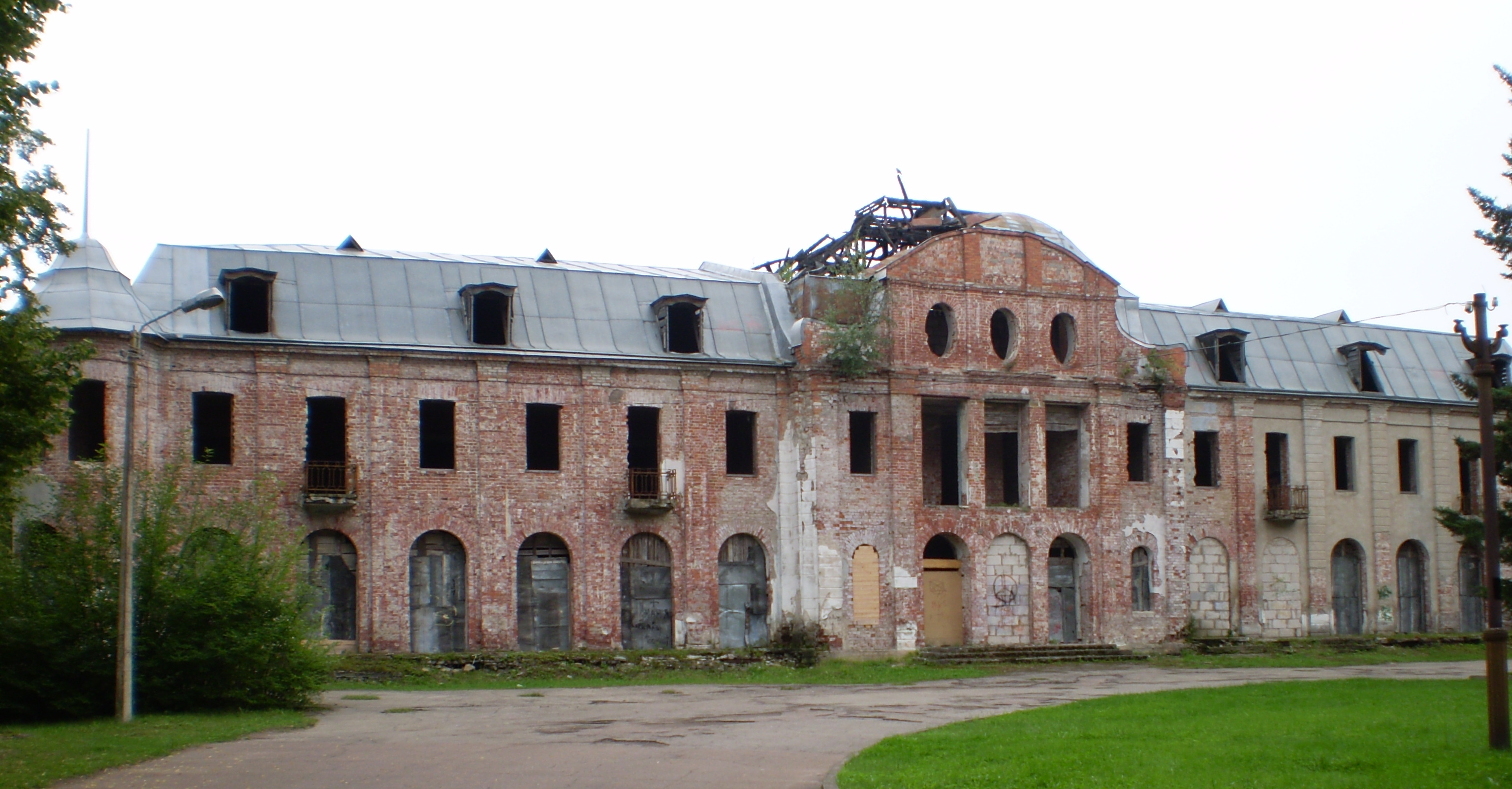
Обветшавший курзал в Нарва-Йыэсуу

Курзал (нем. Kursaal, уст. курхауз, кургауз, нем. Kurhaus) — помещение на курорте (зал), предназначенное для отдыха и проведения культурно-развлекательных мероприятий. В курзале обычно размещаются киноконцертный зал, лекторий, библиотека, помещения для игр, организуются выставки, вечера отдыха, театральные представления, проводятся музыкальные вечера и т. д.